# Rubén Zamora (guerrillero)
Emiro del Carmen Ropero Suárez, alias Rubén Zamora (Hacarí, Norte de Santander, 1963), es un exguerrillero colombiano, miembro de las Fuerzas Armadas Revolucionarias de Colombia - Ejército del Pueblo (FARC-EP)

## Biografía
A los 8 años se fue a vivir a la zona rural de Cúcuta (Norte de Santander), a loas 14 fue líder comunal y después líder sindical. De joven militante comunista, e ingreso a la Unión Patriótica, pero en el año 1987, a los 24 años, decidió entrar en las FARC-EP, donde se desempeñó como entrenador en las labores de guerra.Fue parte del Estado Mayor. Desde 1997 fue Comandante del Frente 33 de las FARC-EP, en la Región del Catatumbo. En el 2000 transfirió el mando a Erasmo Traslaviña, 'Jimmy Guerrero'. En 2001, se anunció su baja en un combate con el Ejército Nacional en Norte de Santander. Participó en las negociaciones en La Habana Cuba, en la Mesa de Diálogo en el primer y segundo punto de los Acuerdos de Paz entre el gobierno colombiano y las FARC-EP en 2016.
Fue retenido por las Disidencias de las FARC-EP en 2019, en Convención, Norte de Santander quemando el vehículo en que se transportaba y prohibiendole hacer política en la Región. En 2021, fue retenido injustificadamente por la Policía Nacional.